# 鹿村芝麻蝸牛
鹿村芝麻蝸牛（学名：Diplommatina camura）为芝麻蝸牛科芝麻蝸牛屬下的一个种。該物種的模式標本產地位於台灣高雄市甲仙寶斗山。該物種具有外殼。